# Anochetus orientalis
Anochetus orientalis är en myrart som beskrevs av Andre 1887. Anochetus orientalis ingår i släktet Anochetus och familjen myror. Inga underarter finns listade i Catalogue of Life.